# Ludus (banda)
Ludus fue una banda experimental post-punk formada en Mánchester, Inglaterra, en agosto de 1978 por la diseñadora Linder Sterling en la voz y Arthur Kadmon en la guitarra, quien al poco tiempo es reemplazado por Ian Devine, músico multiinstrumentalista con el que Sterling compartió el rol creativo del grupo en casi toda su existencia. A pesar de ser una banda acalamada en Mánchester desde finales de la década de 1970 hasta los años 1980, el grupo no tuvo éxito comercial alguno. 

## Historia
Kadmon hacía poco se había marchado de Manicured Noise. Sterling, oriunda de Liverpool, había estudiado arte en Mánchester, donde se desenvolvería en muchos proyectos musicales y artísticos.
Sterling era novia de Howard Devoto, a quien había ayudado a diseñar la portada del primer álbum de su grupo Magazine, "Real Life", y también la portada del sencillo Orgasm Addict de Buzzcocks, y poco después formó la banda. A ella y Kadmon se les unieron Willie Trotter (bajo) y Toby (batería).
Dave Formula se adicionó luego de la separación de Magazine. Esto fue por recomedación de Howard Devoto.
En 1984 Sterling y Devine no se relacionaban bien en el momento en que iban a grabar un último álbum en Bélgica. La situación empeoró y ambos no se hablaban, disolviéndose la banda. Devine regresó a Gales. Una década después Devine y Sterling se volvieron a hablar.

## Discografía
- The Damage (LTM, 2002) (compilación)